# Yoshio Kitajima
Yoshio Kitajima (Ibaraki, 29 oktober 1975) is een voormalig Japans voetballer.

## Carrière
Yoshio Kitajima speelde tussen 1996 en 2008 voor Guangdong Hongyuan, Oita Trinity, Mito HollyHock, Ventforet Kofu en Shonan Bellmare.